# 富山市立岩瀬中学校
富山市立岩瀬中学校（とやましりつ いわせちゅうがっこう）は、富山県富山市にある市立中学校。

## 沿革
個別に出典が提示されていない箇所の出典→。
- 1947年
  - 4月1日 - 富山市立岩瀬小学校にて開校。同年4月10日創立し[3]、同年4月15日に開校式挙行。
  - 5月21日 - 校章を制定。
- 1948年7月15日 - 旧住友倉庫改装の校舎に移転。
- 1949年
  - 4月15日 - 校歌制定。
  - 9月28日 - 校舎改装第二期工事竣工。
- 1950年3月18日 - 校旗樹立式。
- 1955年5月28日 - 体育館落成式。
- 1962年
  - 4月1日 - 特殊学級新設。
  - 8月31日 - 鉄筋校舎第1期工事竣工。
- 1964年9月7日 - 鉄筋校舎第二期工事竣工。
- 1965年8月2日 - 宿直室、用務員室竣工。
- 1967年3月7日 - 鉄筋校舎第3期工事竣工。
- 1969年
  - 3月22日 - 鉄筋校舎第4期工事竣工。
  - 7月4日 - 校舎新築落成式。
- 1970年9月12日 - 教育後援会設立。
- 1974年11月17日 - 交通公園完成。
- 1975年3月31日 - 体育館床2重張完了。
- 1976年7月28日 - テニスコート完成。
- 1977年9月20日 - コンビネーショントレーナー一式取付。
- 2017年9月 - 2019年3月 - 新校舎（南館）を建設[4]。

## 校区
- 富山市立岩瀬小学校
- 富山市立萩浦小学校
- 富山市立豊田小学校の一部[5]

## 周辺
- 富山県立富山北部高等学校

## 出身者
- 野原未蘭（女流棋士）[6]